# Habib Akid
 (mai 2018).
Si vous disposez d'ouvrages ou d'articles de référence ou si vous connaissez des sites web de qualité traitant du thème abordé ici, merci de compléter l'article en donnant les références utiles à sa vérifiabilité et en les liant à la section « Notes et références ».
Habib Akid, né le 13 février 1946 à Sousse, était un footballeur tunisien évoluant au poste d'attaquant de l'équipe nationale de Tunisie et de l'Étoile sportive du Sahel.

## Carrière
Il est le meilleur buteur de son équipe durant la saison 1965-1966 avec 17 buts et le titre de champion de Tunisie durant la même saison. À la fin de la saison suivante intervient l'offre de la Gantoise où il passe près de six ans, entrecoupés par un bref retour à son équipe d'origine en 1970 ; il y marque de nombreux buts. À la fin de sa carrière, il rejoint les rangs de la Patriote de Sousse où il joue de 1973 à 1975. 
Il compte sept sélections et cinq buts marqués avec l'équipe de Tunisie.